# Holte (Wietzen)
Holte ist ein Ortsteil der Gemeinde Wietzen (Samtgemeinde Weser-Aue) im Landkreis Nienburg/Weser in Niedersachsen. Am 1. März 1974 wurde die vorher selbstständige Gemeinde Holte nach Wietzen eingemeindet. 
Der Ort liegt westlich der B 6 und nördlich der B 214. Westlich von Holte liegt das 45 ha große Naturschutzgebiet Speckenbachtal.